# Eurycoma longifolia

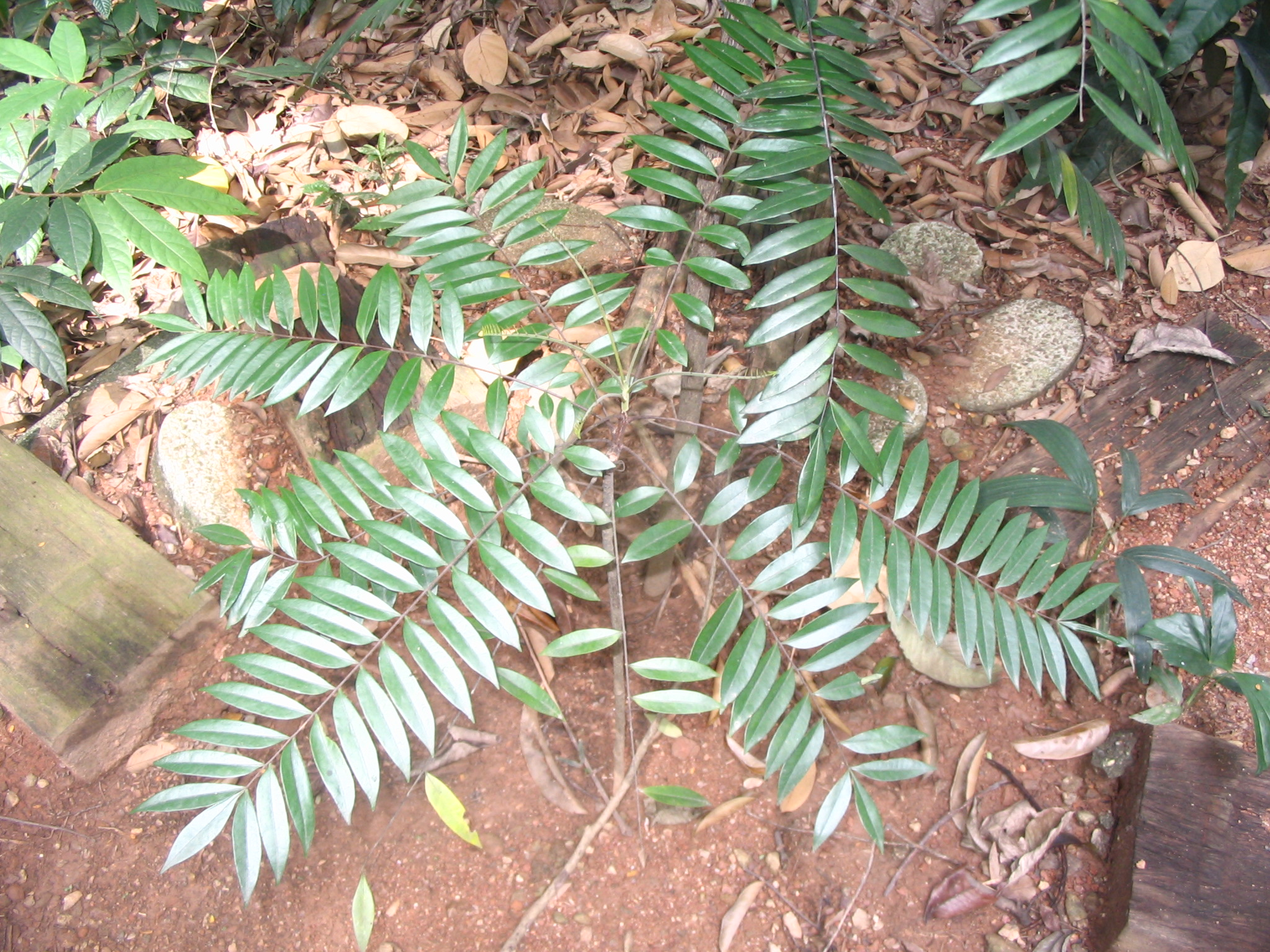
Lange, gefiederte Laubblätter

Eurycoma longifolia ist eine Pflanzenart, die zur Familie der Bittereschengewächse (Simaroubaceae) gehört. Sie ist in Indonesien, Malaysia, Philippinen, Thailand, Myanmar, Vietnam, Kambodscha und Laos heimisch.
Es sind viele Trivialnamen für Eurycoma longifolia in unterschiedlichen Sprachen bekannt, am bekanntesten ist Tongkat ali.

## Beschreibung

### Vegetative Merkmale
Eurycoma longifolia wächst als immergrüner Strauch oder kleiner Baum in Ur- und Sekundärwäldern bis auf Wuchshöhen von meist 12 bis selten 15 Meter. Sie wachsen ohne oder mit wenigen aufrechten Verzweigungen.
Die gestielten Laubblätter sind meist schirm-, schopfartig auf den Spitzen der Zweige konzentriert. Die 45 bis 100 Zentimeter langen Laubblätter sind unpaarig gefiedert. Die 20 bis 30 Paar sich jeweils gegenständig gegenüber stehenden, rundspitzigen bis spitzen, ganzrandigen, sitzenden bis fast sitzenden, kahlen Fiederblättchen sind ledrig und lanzettlich, elliptisch oder eiförmig bis -lanzettlich oder verkehrt-eiförmig bis -eilanzettlich. Die Blättchen sind bis zu 20 Zentimeter lang und bis 6 Zentimeter breit.

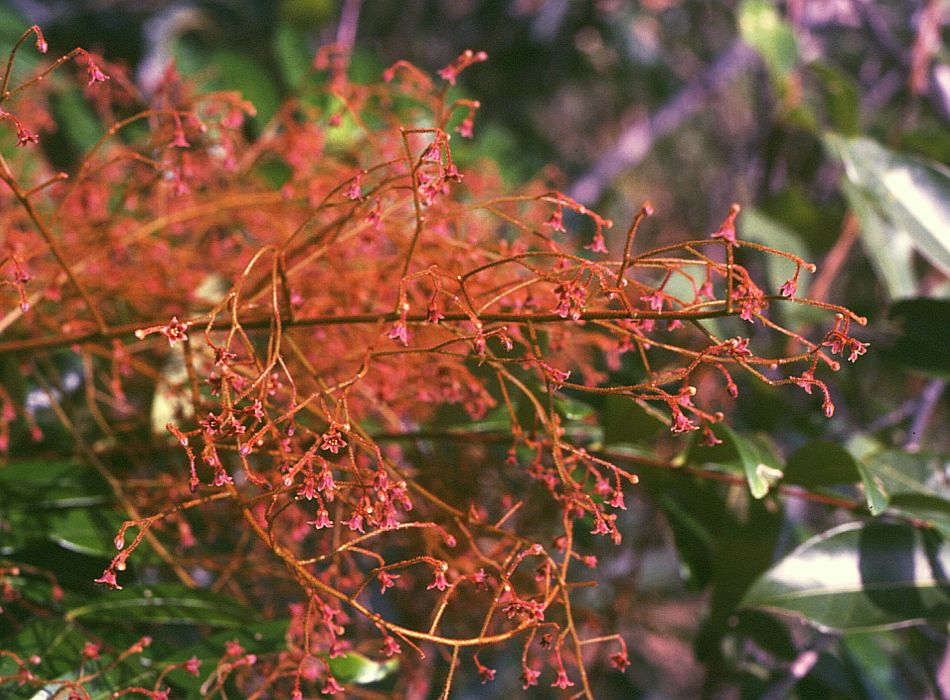
Verzweigter Blütenstand mit vielen Blüten

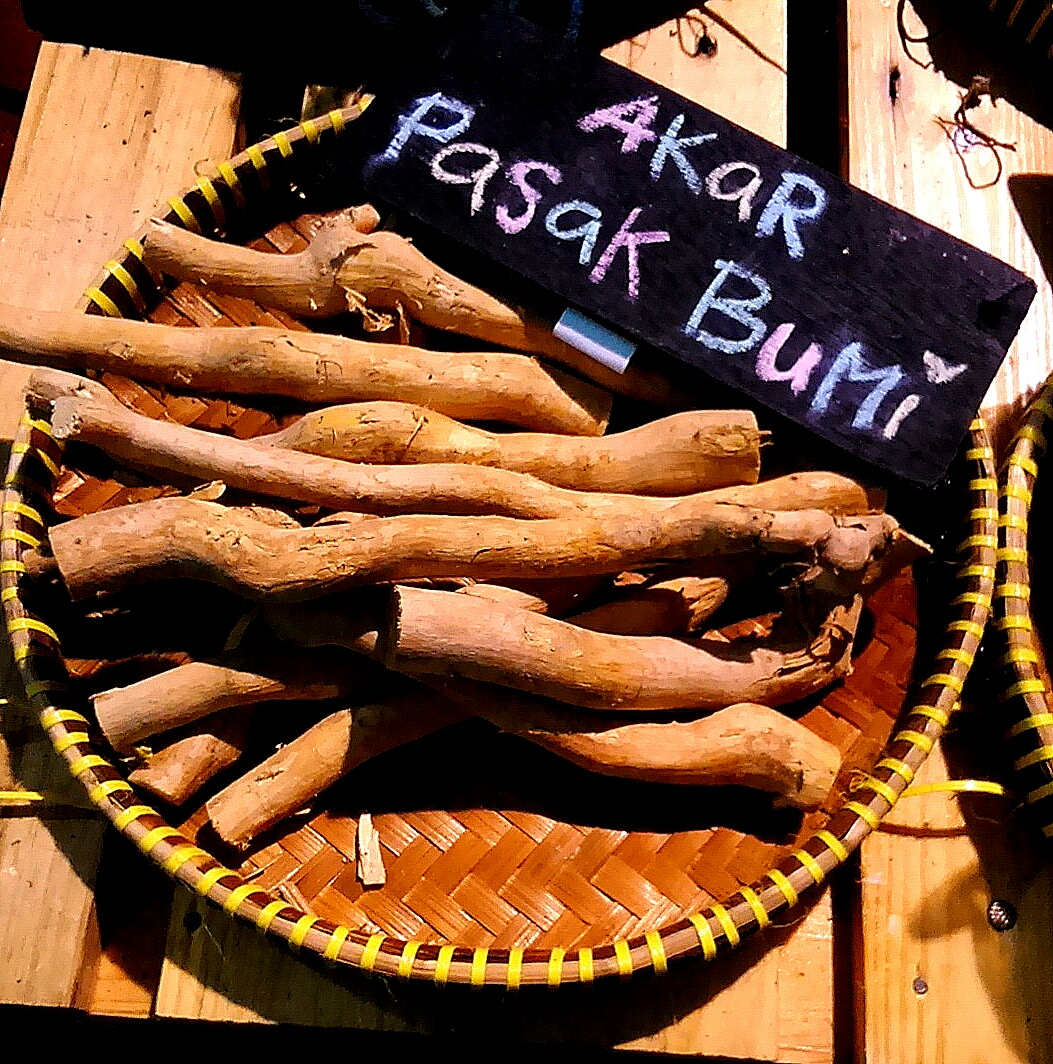
Wurzeln

### Generative Merkmale
Eurycoma longifolia ist zweihäusig getrenntgeschlechtig (diözisch). In großen, 50 bis 60 Zentimeter langen, lockeren und reich verzweigten, achselständigen rispigen, thyrsigen sowie teils drüsig behaarten Blütenständen erscheinen die vielen Blüten. Die fünfzähligen und gestielten, kleinen, funktionell eingeschlechtlichen Blüten mit doppelter Blütenhülle sind meist drüsig behaart. Die Kelchzipfel sind minimal. Die fünf klappigen Kronblätter sind purpurfarben-karmesinrot. Die weiblichen Blüten besitzen einen oberständigen, fünfteiligen, -lappigen Fruchtknoten, mit freien Fruchtblättern, mit einem kurzen Griffel der in einer fünflappigen Narbe endet sowie größere und kleinere Staminodien. Die männlichen Blüten enthalten fünf fertile Staubblätter und kleine Staminodien sowie einen sterilen Stempel. Die Staubblätter besitzen innen an der Basis jeweils minimale Anhängsel. Es ist jeweils ein dünner Diskus vorhanden.
Die Hauptblütezeit reicht von Juni bis Juli.
Die mit 1 bis 2 Zentimeter Länge und 0,5 bis 1 Zentimeter Durchmesser eiförmige bis ellipsoide, glatte, dünnschalige Steinfrucht (Nuss) ist anfangs grün und später, wenn sie gereift ist, dunkelrot.
Die Früchte reifen hauptsächlich im September, sie stehen zu mehreren in einer Sammelfrucht zusammen.

## Verwendung
Eurycoma longifolia ist wegen ihrer verschiedenen Wirkstoffe und sekundären Pflanzenstoffe in Südostasien ein beliebtes Heilmittel. Vor allem in Malaysia wird es als Aphrodisiakum eingesetzt. Seit dem 21. Jahrhundert erfreut es sich zudem unter Sportlern großer Beliebtheit. Dem Wurzelextrakt wird nachgesagt, einen positiven Einfluss auf die körpereigene Testosteronproduktion zu haben.
Am 22. Dezember 2021 veröffentlichte die EFSA eine Sicherheitsbewertung zu einem Wurzelextrakt aus Eurycoma longifolia.  Darin konnten Sicherheitsbedenken bezüglich einer potentiell DNA-schädigenden Wirkung, insbesondere bei Schleimhäuten, die den ersten Kontakt mit dem Extrakt darstellen, nicht ausgeräumt werden. Der Extrakt wurde als nicht sicher bewertet.

## Herstellung
Der Eurycoma longifolia Extrakt wird aus den Wurzeln der Pflanze hergestellt. Diese werden geerntet, zerkleinert, getrocknet und im Anschluss gemahlen. Durch Zugabe von entionisiertem Wasser entsteht eine Paste, welche in der Regel im Sprühtrocknungsverfahren zu einem feinen Pulver verarbeitet wird. Dieses ist vor allem in den USA und Europa beliebt, da es haltbar und leicht ist.

## Rechtliches
Eurycoma longifolia fällt unter die Novel Food Verordnung und wurde bisher nicht für den Verkehr freigegeben. Solange keine Zulassung erfolgt ist, ist das Inverkehrbringen in der Europäischen Union verboten.